# Melampyrum bihariense
Melampyrum bihariense — вид трав'янистих рослин родини вовчкові (Orobanchaceae), поширений у південній Європі й Угорщині.

## Опис
Однорічна рослина. Стебла 20–50 см заввишки, прості або гіллясті, запушені. Насіння довгасто еліпсоїдне, 4.6–5 × 1.8–2 мм; поверхня дуже неглибоко і поздовжньо борозниста, неблискуча, темно-коричнева.

## Поширення
Поширений в Угорщині, Румунії, Молдові, Болгарії, країнах колишньої Югославії.
Населяє чагарникові місцевості, узлісся нагірної та гірської зон.